# 大同江の戦い
大同江の戦い（だいどうこうのたたかい）は、文禄の役において日本軍と朝鮮軍との間で戦われた戦闘。この戦闘で日本軍は平壌城を占領した。

## 戦闘までの経過
文禄元年（1592年）5月18日の臨津江の戦いで朝鮮軍が大敗を喫すると平壌城にいた朝鮮王宣祖は平壌から王子を避難させ、敗走してきた金命元・韓応寅・李鎰ら5,6千を収容し、左議政尹斗寿を守城将とし、その配下として都巡察李元翼・平安道巡察使宋慎言・兵使李潤徳らが平壌城の防備を固めた。
6月9日、平壌を目指す小西行長ら一番隊は平壌の大同江対岸まで到着すると、柳川調信・僧景轍玄蘇を使って朝鮮軍に降伏を呼び掛けたが、朝鮮軍はこれを拒否した。11日、宣祖は日本軍の総攻撃が間近になると尹斗寿に平壌城を任せて寧辺に逃亡した。朝鮮軍は日本軍が大同江を渡河する前に川を増水させ、日本軍の渡河を妨害しようと雨乞いを催したが効果はなかった。そこで14日、金命元は城から日本軍の様子を見て大同江を渡ることができず油断していると判断すると、夜襲を行って日本軍の機先を制しようと計画し、精兵を寧遠郡守高彦伯と碧団僉使柳璟令に与え実行させた。

## 大同江の戦いと平壌城の陥落
15日夜半に高彦伯と柳璟令は宗義智の陣営を強襲した。不意を突かれた宗軍は義智の武将の杉村智清（すぎむら としきよ）を失い苦戦したが、義智自ら抜刀し敵兵を数人斬るなどして奮戦し、また朝鮮軍も李宣と任旭景が戦死した。宗軍の兵士が起きて集結し始めると敗走を始めた朝鮮軍の背後に救援に駆け付けた小西行長や黒田長政の軍勢が襲いかかった。朝鮮軍は大敗し、敗走する朝鮮兵は溺死するものが相次いだ。黒田軍はこの戦闘で部将黒田正好（黒田次郎兵衛、長政の従弟（伯母・妙寿尼の子））を矢傷が元で失い、長政自身も朝鮮軍の部将の矢で肘を負傷したが、矢を放ったその部将を自ら打ち取り朝鮮兵を数多斬った。敗走した朝鮮兵は王城灘から歩いて平壌城に入った。
大同江の渡河に困っていた日本軍はこれを見て徒歩で行ける平壌城へのルートを見出すと16日、徒歩で浅瀬の大同江を渡り平壌城を目指した。一方、平壌城の金命元と尹斗寿は夜襲部隊の敗戦を知ると門を開いて兵士と民を避難させ武器は池の中に捨てて、自身らは順安に逃亡した。
日本軍は斥候により朝鮮軍が逃亡したことを知ると平壌城を接収し、立札を立て民を安心させ、その一方で城内の兵糧数十余万石を押収した。

## 戦闘後の経過
小西ら一番隊は平壌城を陥落させると、平壌城の改築などを行い進撃を停止した。三番隊の黒田長政は平壌城の改築を終えると担当守備地区である黄海道方面に帰還した。
寧辺に逃亡していた朝鮮王宣祖は咸興道の鏡城に避難するつもりであった。しかし李恒雄らは、咸興道に赴けば日本軍が襲ってきた場合逃げ道がないと諫言し、それよりも万一の時に遼東への退路を確保できる義州への避難を進言した。宣祖はそれを容れ、柳成龍らとともに悪路や従者の逃亡など多くの困難を経ながらも、6月21日、義州に逃れ、かねてより援軍の派遣を要請していた明からの援軍を待った。その間に朝鮮の使者李徳馨は救援を明の遼東副総兵祖承訓に求め快諾を得た。祖承訓はただちに軍勢を率いて平壌に向かう。こうして第一次平壌城の戦いが勃発し、豊臣秀吉の死去まで繰り広げられる日本軍と明軍による戦闘の幕開けとなった。